# 연지구 (영화)
연지구('月+因'脂拘, 胭脂扣, Rouge)는 홍콩에서 제작된 관금붕 감독의 1987년 영화이다. 장국영 등이 주연으로 출연하였고 성룡 등이 제작에 참여하였다.

## 출연

### 주연
- 장국영
- 매염방

### 조연
- 만자량
- 주보의

## 제작진
- 원작자: 이벽화
- 프로듀서: 하관창